# Amerikanische Linde
Die Amerikanische Linde (Tilia americana) ist eine Pflanzenart aus der Gattung der Linden (Tilia) in der Familie der Malvengewächse (Malvaceae). Sie ist mit vier Varietäten in Nordamerika bis Mexiko weitverbreitet.

## Beschreibung

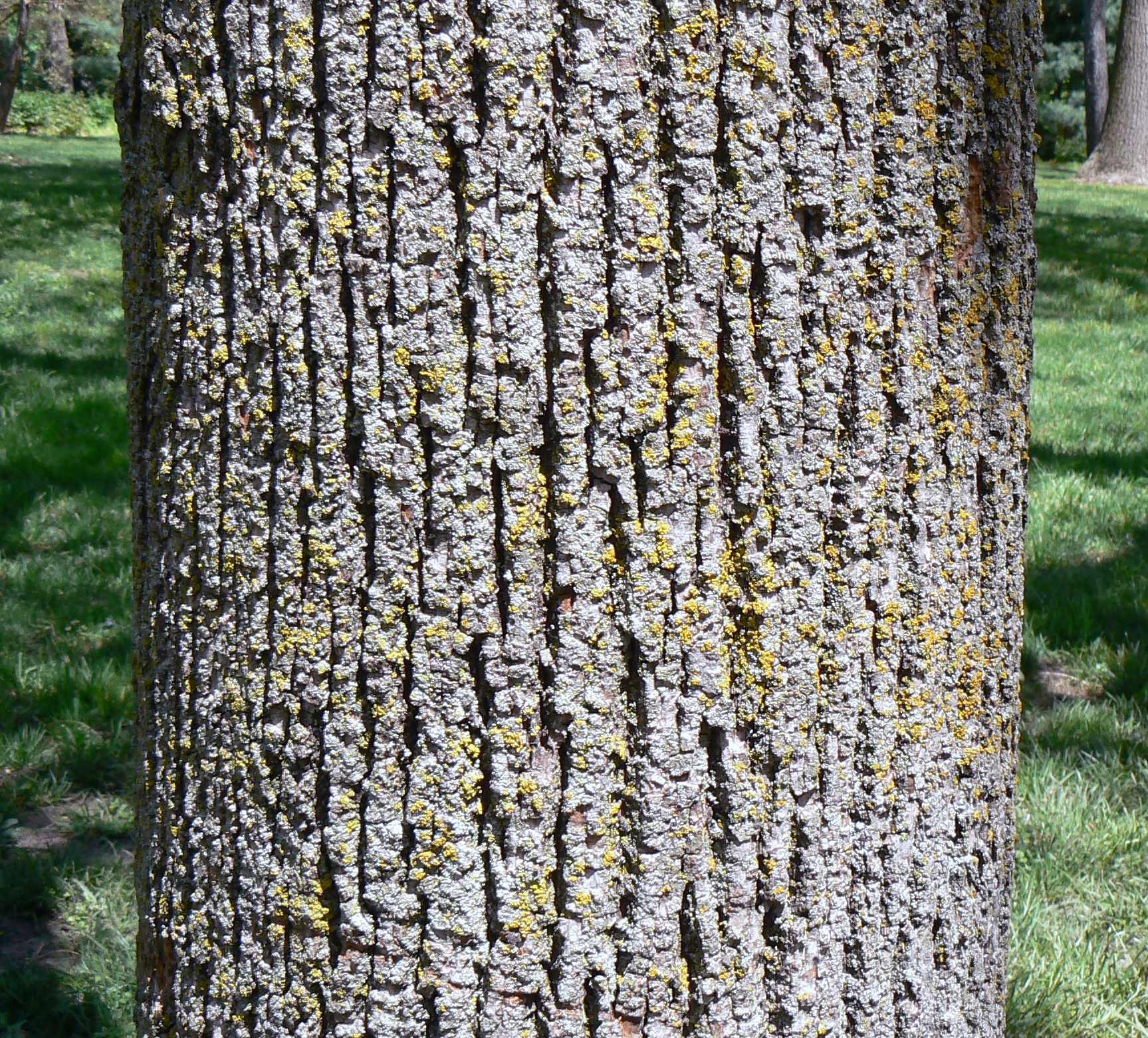
Borke

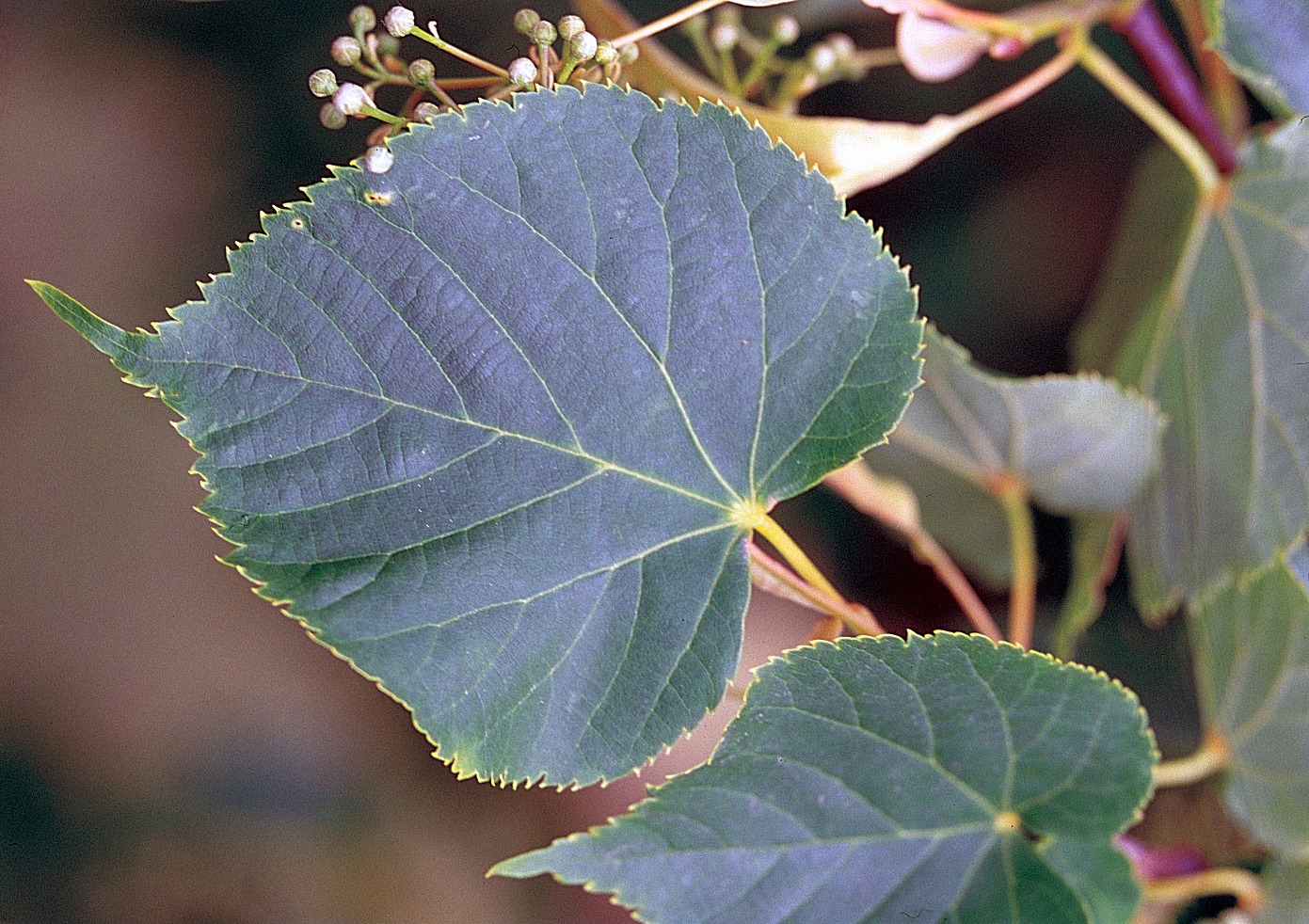
Gestieltes, einfaches Laubblatt

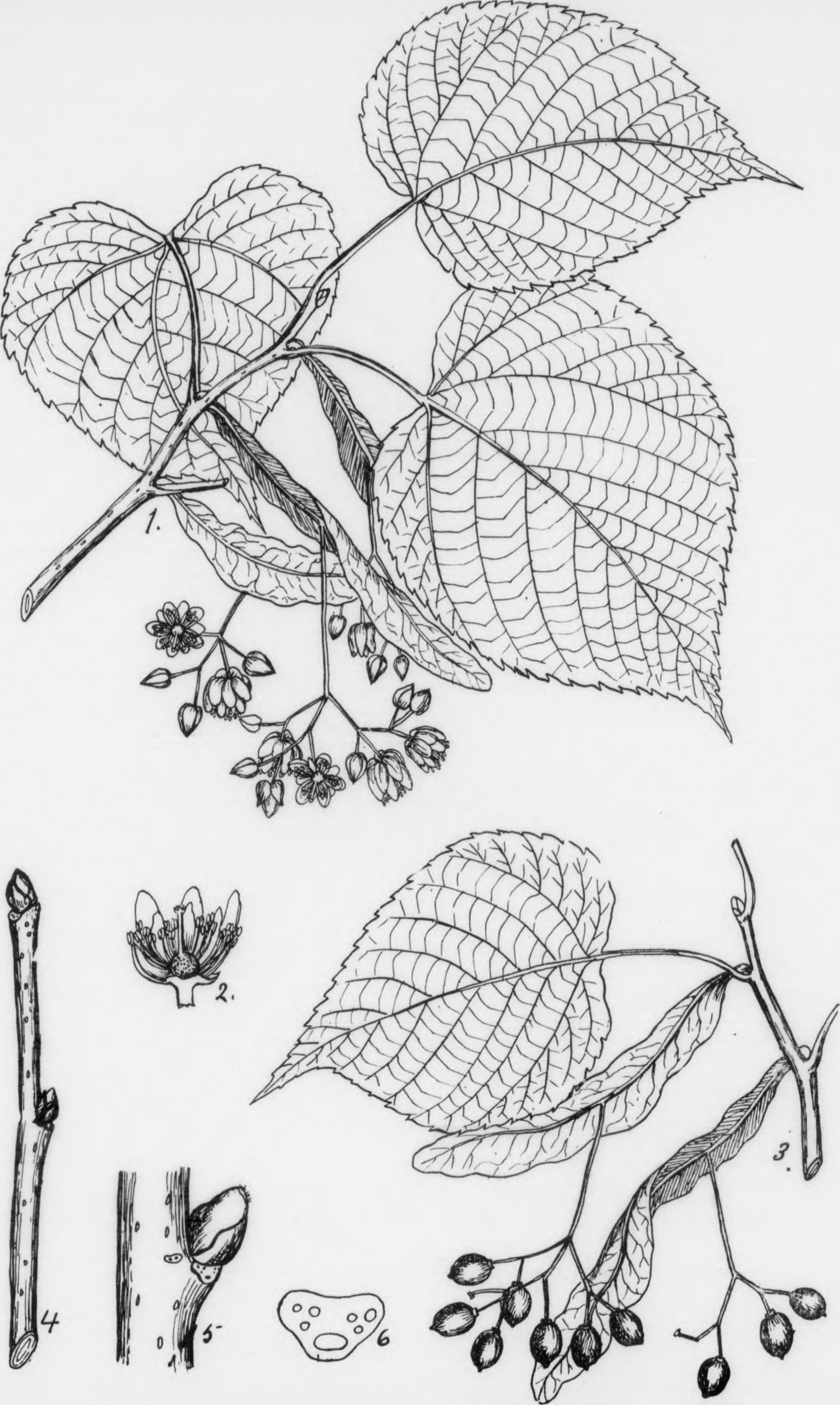
Illustration aus Bulletin des Pennsylvania Department of Forestry, Volume 11

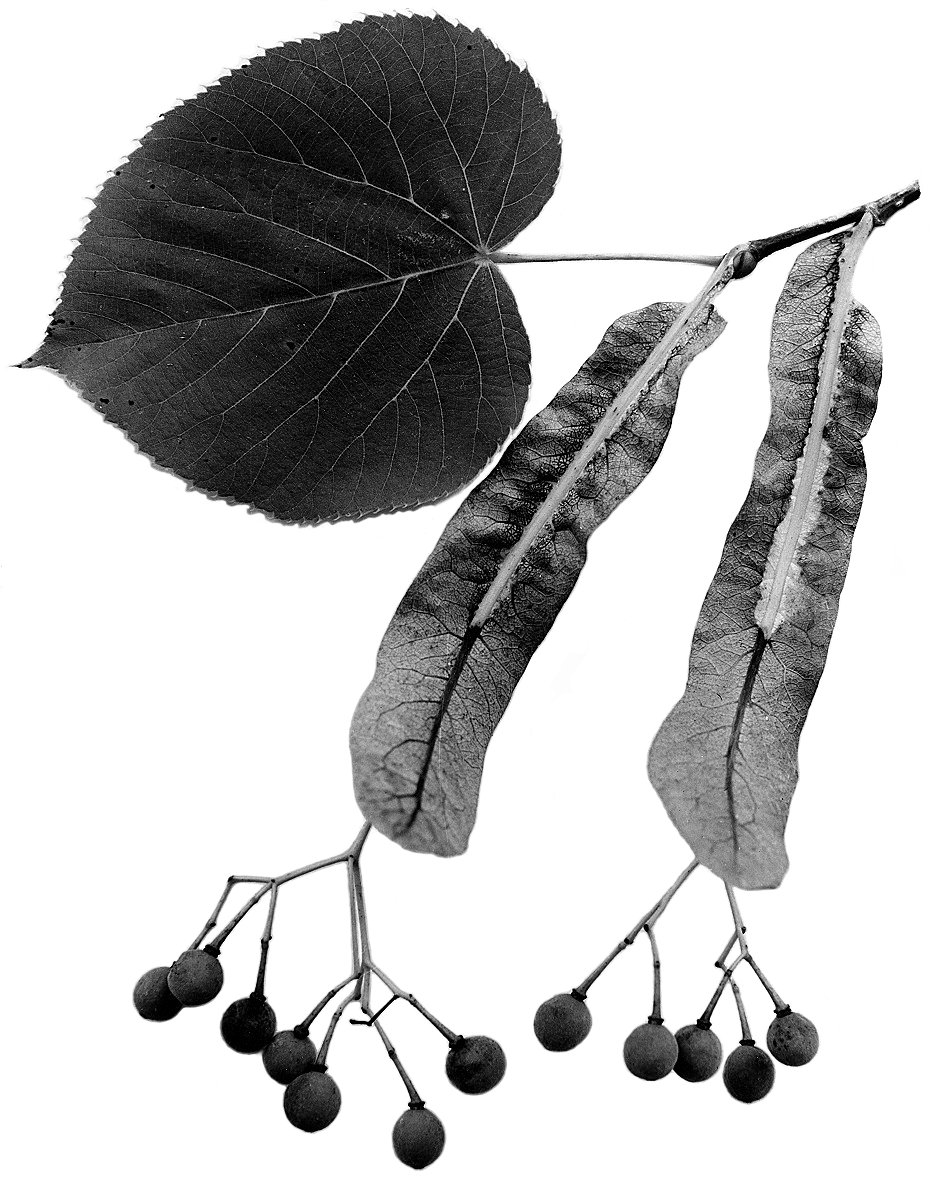
Zweig mit Fruchtständen

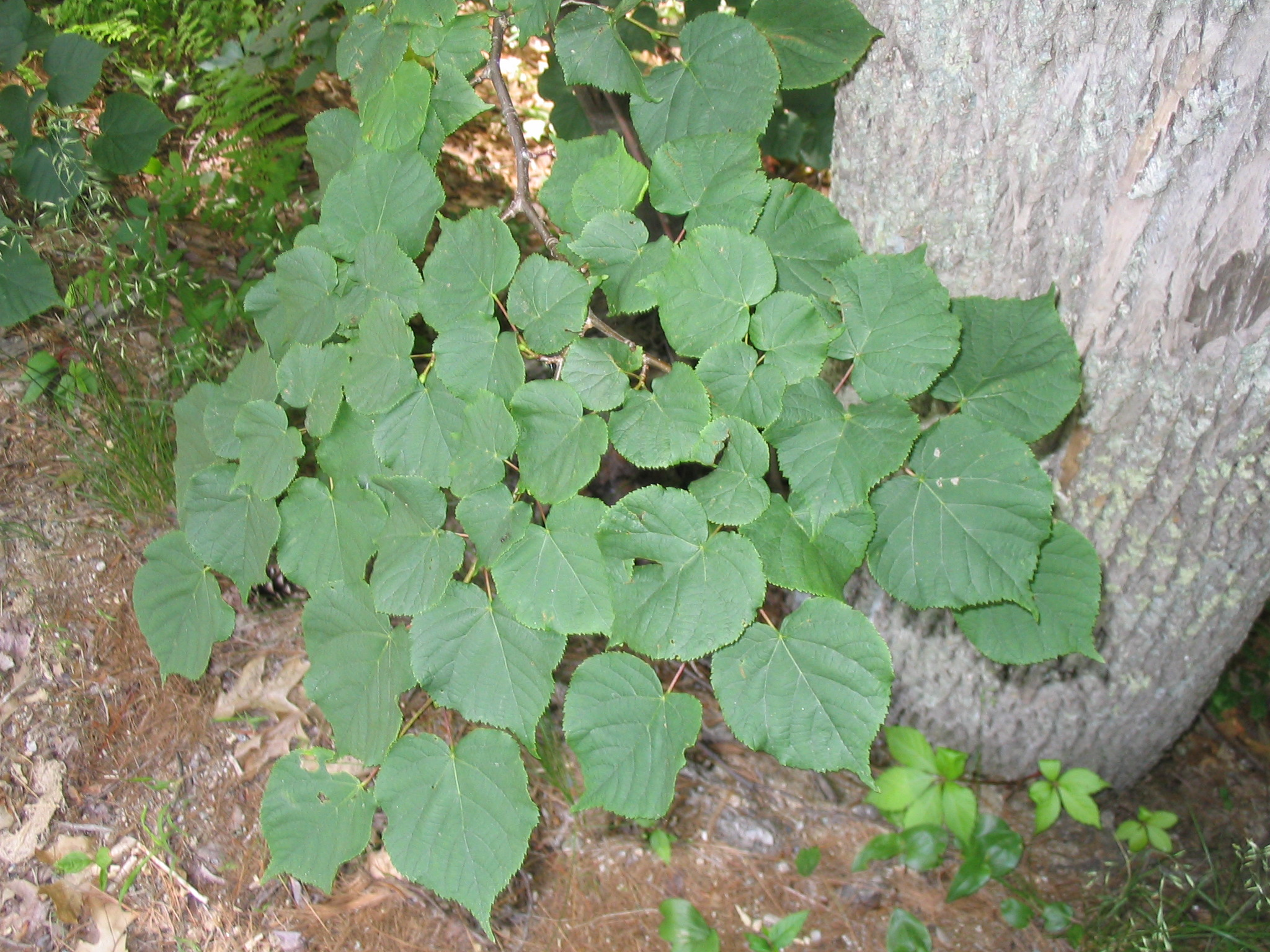
Zweig mit Laubblättern

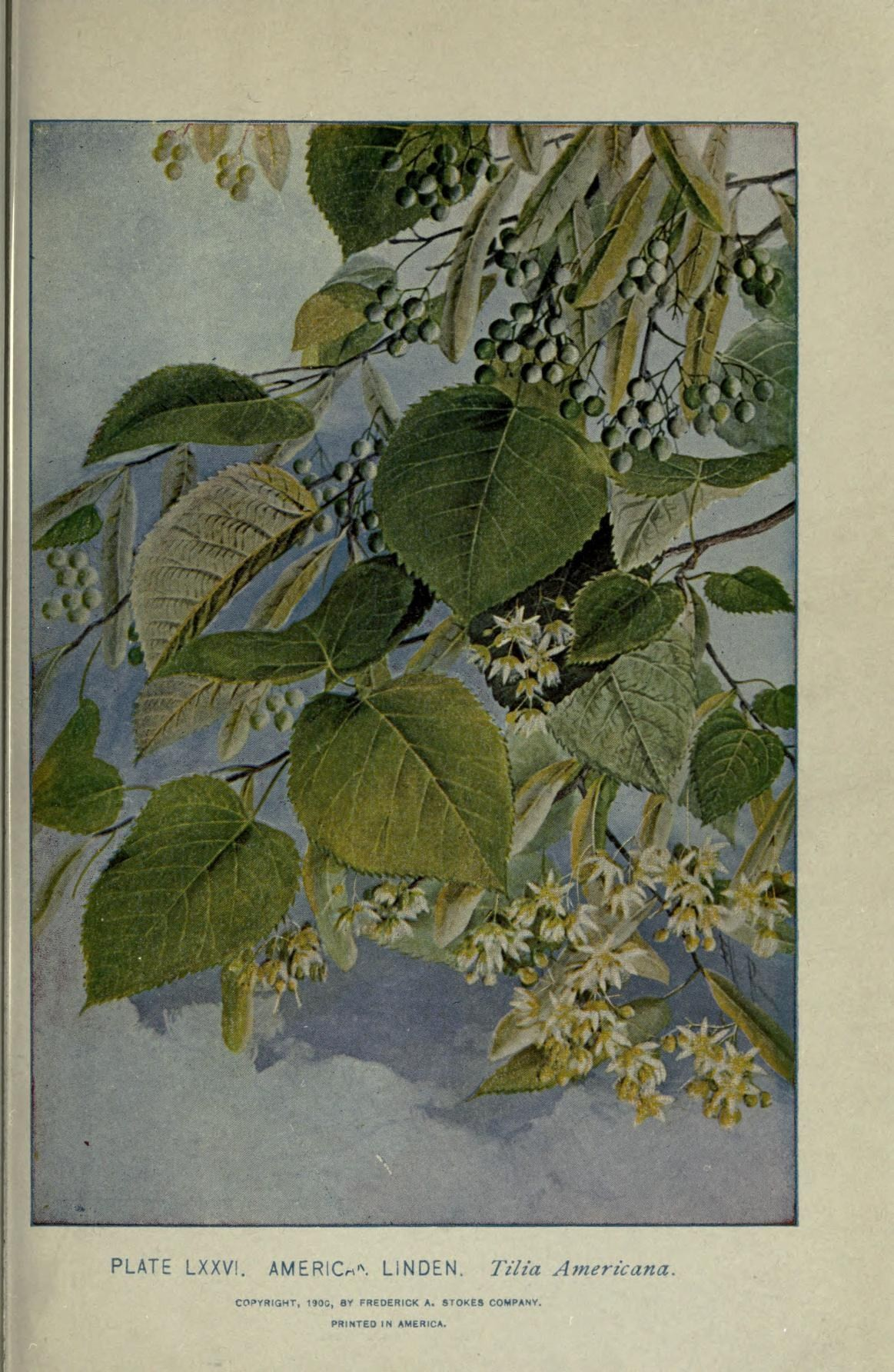
Illustration aus A guide to the trees, Tafel LXXVI

### Vegetative Merkmale
Die Amerikanische Linde ist ein schnellwachsender, laubabwerfender Baum, der Wuchshöhen von bis über 30 Metern bei einem Stammdurchmesser von über 150 Zentimetern erreichen kann. Oft erfolgt Stockausschlag und die Exemplare können manchmal mehrstämmig sein. Die Baumkrone ist offen und gewölbt. Die Rinde junger Zweige ist apfelgrün und kahl. Die dunkelgrau Borke ist längsrissig. Die grünen Blattknospen sind eiförmig.
Die wechselständig und zweizeilig angeordneten Laubblätter sind in Blattstiel und Blattspreite gegliedert. Der relativ dicke und gelbgetönte Blattstiel ist etwa 5 Zentimeter lang. Die dünne, einfache Blattspreite ist bei einer Länge von 5 bis 15, selten bis zu 20 Zentimetern sowie einem Durchmesser von 5 bis 12, selten bis zu 18 Zentimetern eiförmig bis herzförmig mit schiefer Spreitenbasis. 
Ausbahmsweuse können die Blätter sogar bis 38 cm lang und 25 cm breit werden. Beide Blattflächen gelblichgrün und kahl; diese Gleichfärbung beider Blattseiten ist ein gutes Unterscheidungsmerkmal von anderen Linden-Arten. Die Blattunterseite ist verkahlend, anfangs mit Büscheln einfacher, gegabelter oder gebündelter Haare (Trichome) an den Verzweigungen der Blattadern. Die Blattoberseite ist meist verkahlend oder kahl. Die Herbstfärbung ist manchmal gelb, doch meist braun. Die Nebenblätter fallen früh ab.

### Generative Merkmale
Zehn bis zwölf Blüten stehen in hängenden trugdoldigen Blütenständen zusammen. Das Tragblatt ist grün mit einer rosafarbenen Mittelrippe und 7 bis 10 Zentimeter lang mit gut erkennbarer Netzaderung und deutlich behaart, verkahlend oder kahl. Der Blütenstandsschaft entspringt in der Nähe oder unterhalb der Mitte des Tragblattes. Die deutlich behaarten oder verkahlenden Blütenstiele sind bei einer Länge von 4 bis über 15 Millimetern schach keulenförmig.
Die duftenden, gelben, zwittrigen Blüten sind radiärsymmetrisch und fünfzählig mit doppelter Blütenhülle. Die Kelchblätter sind 4 bis 6, selten bis über 9 Millimeter lang. Die Kronblätter 5 bis 9, selten bis zu 11 Millimeter lang. Die Staminodien sind 4 bis 7, selten bis zu 10 Millimeter lang. Der Fruchtknoten ist sitzend.
Die bei einer Länge von 5 bis 10 Millimetern ellipsoiden bis kugeligen Früchte sind ungerippt.
Die Chromosomengrundzahl beträgt x = 41; es liegt Diploidie vor mit einer Chromosomenzahl von 2n = 82.

## Standorte
Die Amerikanische Linde gedeiht in Nordamerika in Wäldern und entlang von Ufern von Fließgewässern sowie Seen in Höhenlagen von 10 bis 800 Metern.

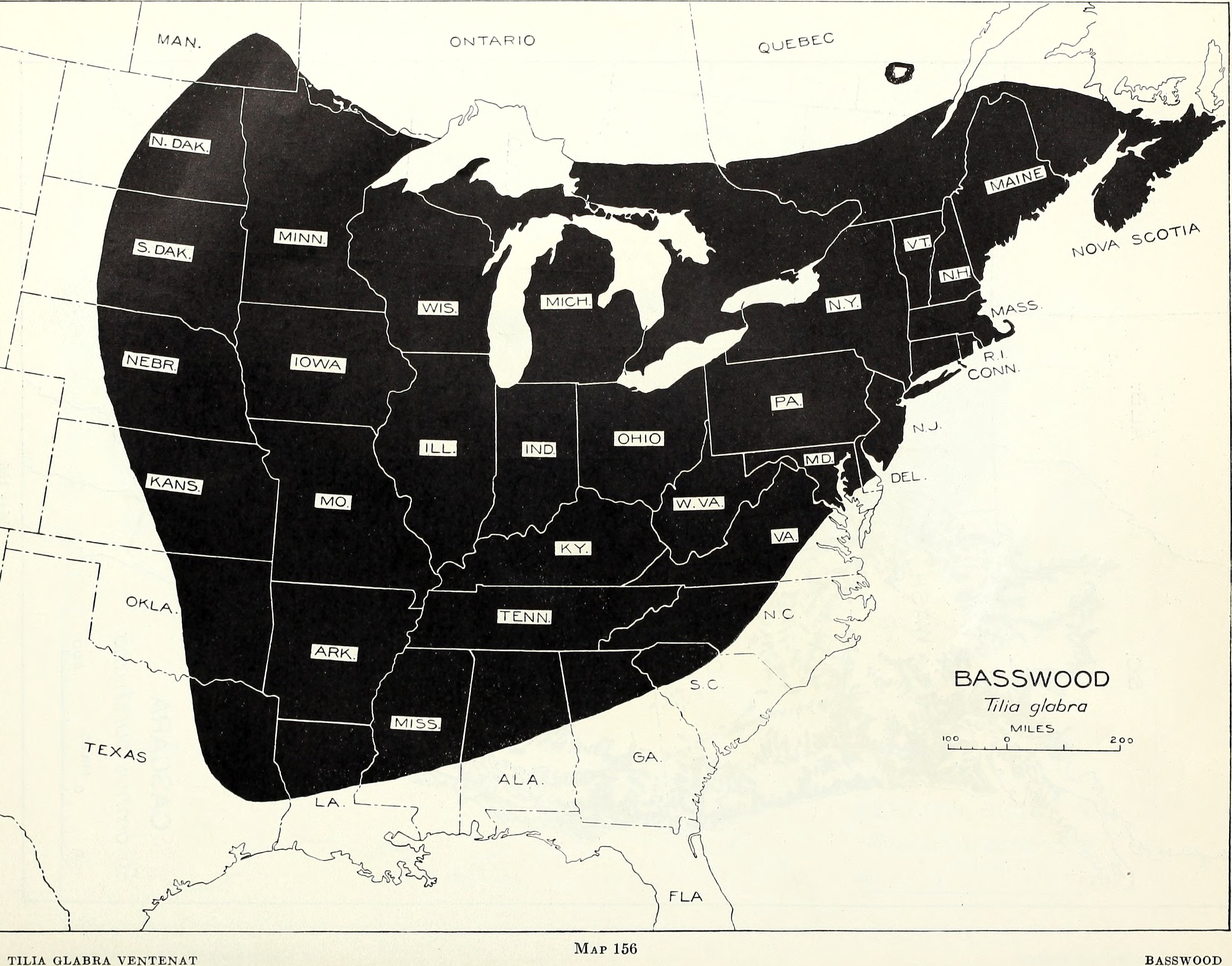
Verbreitungsgebiet (1938)

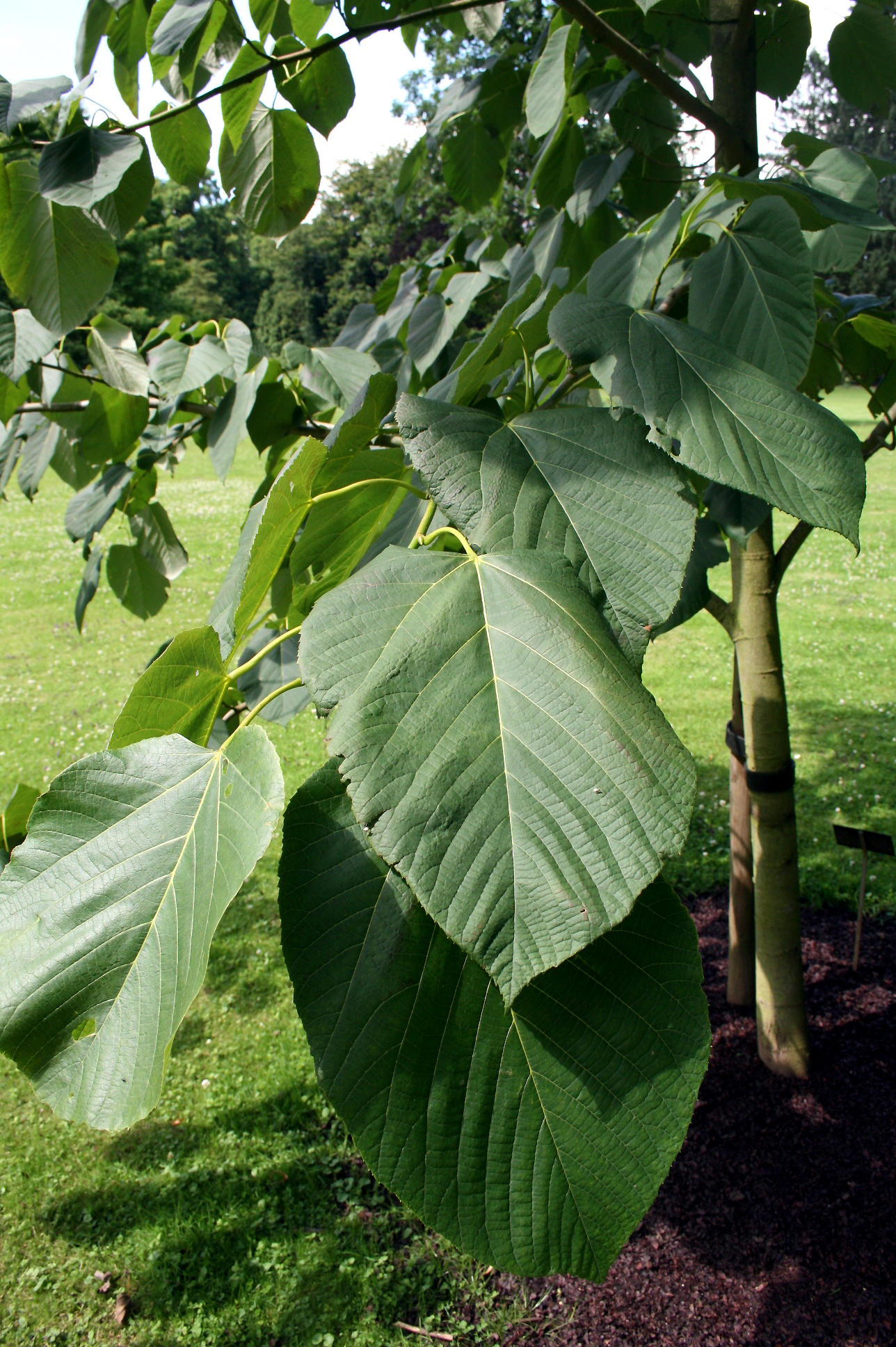
Junges Exemplar von Tilia americana var. heterophylla mit Laubblättern

Die Amerikanische Linde gedeiht in Nordamerika in Buchen-Zuckerahorn-Wäldern (Aceretalia sacchari) und in Ulmen-Silberahorn-Wäldern (Ulmo-Aceretalia saccharini).

## Systematik und Verbreitung
Die Erstveröffentlichung von Tilia americana erfolgte 1753 durch Carl von Linné in Species Plantarum, 1, S. 514.
Das weite Verbreitungsgebiet der Amerikanischen Linde erstreckt sich von Kanada über die mittleren bis östlichen USA bis Mexiko.
Es wurden Varietäten beschrieben, doch diskutieren einige Autoren, beispielsweise Strother 2015 in der Flora of North Amerika, ob diese Subtaxa anzuerkennen sind oder ob es eigene Arten sind. Er entscheidet sich aber für die Subtaxa und hat es damit mit nur einer Art in Nordamerika einschließlich Mexiko zu tun.
Je nach Autor gibt es von Tilia americana vier Varietäten:
- Tilia americana L. var. americana (Syn.: Tilia glabra Vent., Tilia americana var. neglecta (Spach) Fosberg, Tilia glabra var. neglecta (Spach) Bush, Tilia neglecta Spach): Sie ist vom östlichen sowie westlichen Kanada (New Brunswick, Ontario, Quebec, Manitoba) über die nordöstlichen und nördlichzentralen bis zu den südöstlichen USA (Illinois, Iowa, Kansas, Minnesota, Missouri, Nebraska, North Dakota, South Dakota, Wisconsin, Connecticut, Maine, Massachusetts, New Hampshire, New Jersey, New York, Ohio, Pennsylvania, Vermont, West Virginia, Arkansas, Kentucky, Maryland, North Carolina, Tennessee, Virginia) verbreitet.[9][13]
- Tilia americana var. caroliniana (Mill.) Castigl. (Syn.: Tilia caroliniana Mill.): Sie kommt in den nördlichzentralen, südlichzentralen bis südöstlichen USA vor (Oklahoma, Texas, Alabama, Arkansas, Georgia, Louisiana, Mississippi, North Carolina, South Carolina, Florida).[9]
- Tilia americana var. heterophylla (Vent.) Loudon (Syn.: Tilia heterophylla Vent., Tilia americana subsp. heterophylla (Vent.) A.E.Murray, Tilia caroliniana subsp. heterophylla (Vent.) Pigott, Tilia nigra var. heterophylla (Vent.) A.Br. nom. inval., Tilia apposita (Ashe) Ashe, Tilia australis Small, Tilia caroliniana var. lata Ashe, Tilia eburnea Ashe, Tilia floridana var. australis (Small) Sarg., Tilia heterophylla var. amphiloba Sarg., Tilia heterophylla var. michauxii Sarg., Tilia heterophylla var. microdonta V.Engl., Tilia heterophylla var. nivea Sarg., Tilia heterophylla var. tenera (Ashe) Ashe, Tilia lasioclada Sarg., Tilia lata Ashe, Tilia michauxii Nutt. nom. inval., Tilia michauxii Nutt. ex Sarg., Tilia monticola Sarg., Tilia opposita Ashe, Tilia tenera Ashe, Tilia venulosa Sarg.):[11] Sie kommt in den nördlichzentralen, nordöstlichen bis südöstlichen USA vor (Illinois, Missouri, Indiana, Ohio, Pennsylvania, West Virginia, Alabama, Arkansas, Georgia, Kentucky, Maryland, North Carolina, South Carolina, Tennessee, Virginia, Florida).[9]
- Tilia americana var. mexicana (Schltr.) Hardin (Syn.: Tilia mexicana Schltr., Tilia ambigua Sarg. ex Bush, Tilia arsenei Bush, Tilia cordata Rose ex Bush nom. illeg. non Mill., Tilia coahuilana Bush, Tilia houghii Rose, Tilia longipes Bush, Tilia nelsonii Bush, Tilia moreliana Bush, Tilia patzcuaroana Bush nom. illeg., Tilia pertomentosa Bush, Tilia pringlei Rose ex Bush, Tilia roseana Bush, Tilia rotunda Bush, Tilia sargentiana Bush):[11] Sie ist in Mexiko (Chihuahua, Coahuila, Durango, Nuevo León, San Luis Potosí, Sinaloa, Tamaulipas, Guerrero, Hidalgo, Jalisco, México, Michoacán, Morelos, Oaxaca, Puebla, Querétaro, Veracruz) verbreitet.[9]

## Nutzung
Das Holz und die Fasern werden genutzt. Die Amerikanische Linde ist eine Bienenweide.
Die medizinischen Wirkungen wurden untersucht.
Die Amerikanische Linde wird in den gemäßigten Gebieten der Welt hin und wieder als Straßen- oder Parkbaum verwendet.
Es gibt Sorten (Auswahl):
- ‘Nova’: Unter dieser Sortenbezeichnung wurde früher häufig die normale Art in Parks gepflanzt.
- ‘Redmond’: Diese Sorte bildet eine kegelförmige Krone aus.